# Affaire des policiers brûlés à Viry-Châtillon
L'affaire dite des « policiers brûlés à Viry-Châtillon » débute le 8 octobre 2016 vers 15 h par l'attaque de deux voitures de police postées en observation au carrefour menant à La Grande Borne, un quartier de Viry-Châtillon (Essonne) connu pour ses nombreuses agressions. Une vingtaine de personnes s'en prennent au véhicule à coup de barres de fer et de pierres, puis jettent des cocktails Molotov en direction des agents à l'intérieur des voitures. Une policière est grièvement brûlée aux mains et aux jambes tandis que le pronostic vital d'un adjoint de sécurité très grièvement brûlé est engagé.
L'attaque provoque un fort émoi parmi les policiers, qui manifestent et se constituent en association : Mobilisation des policiers en colère. Le gouvernement réagit également à cette attaque.
Treize accusés sont jugés par la cour d'assises de l'Essonne à l'automne 2019. À l'issue du verdict prononcé le 4 décembre, huit d'entre eux sont condamnés à des peines allant de  dix à vingt années de prison, tandis que les cinq autres sont acquittés. Les condamnés et le parquet font chacun appel de cette décision quelques jours plus tard. Le 17 avril 2021, la Cour d'assises des mineurs de Paris acquitte huit des accusés et condamne les cinq autres à des peines allant de six à dix-huit ans d'emprisonnement.
Une information judiciaires est ouverte en 2021 concernant des policiers chargés de l’enquête, soupçonnés d'avoir falsifié les procès verbaux pour fabriquer des coupables. L'un des jeunes concernés, innocenté en appel et ayant passé plus de quatre ans en prison, obtient la condamnation de l'État en 2023. En juin 2023, cette enquête est au point mort.

## Le contexte

### Contexte propre au quartier

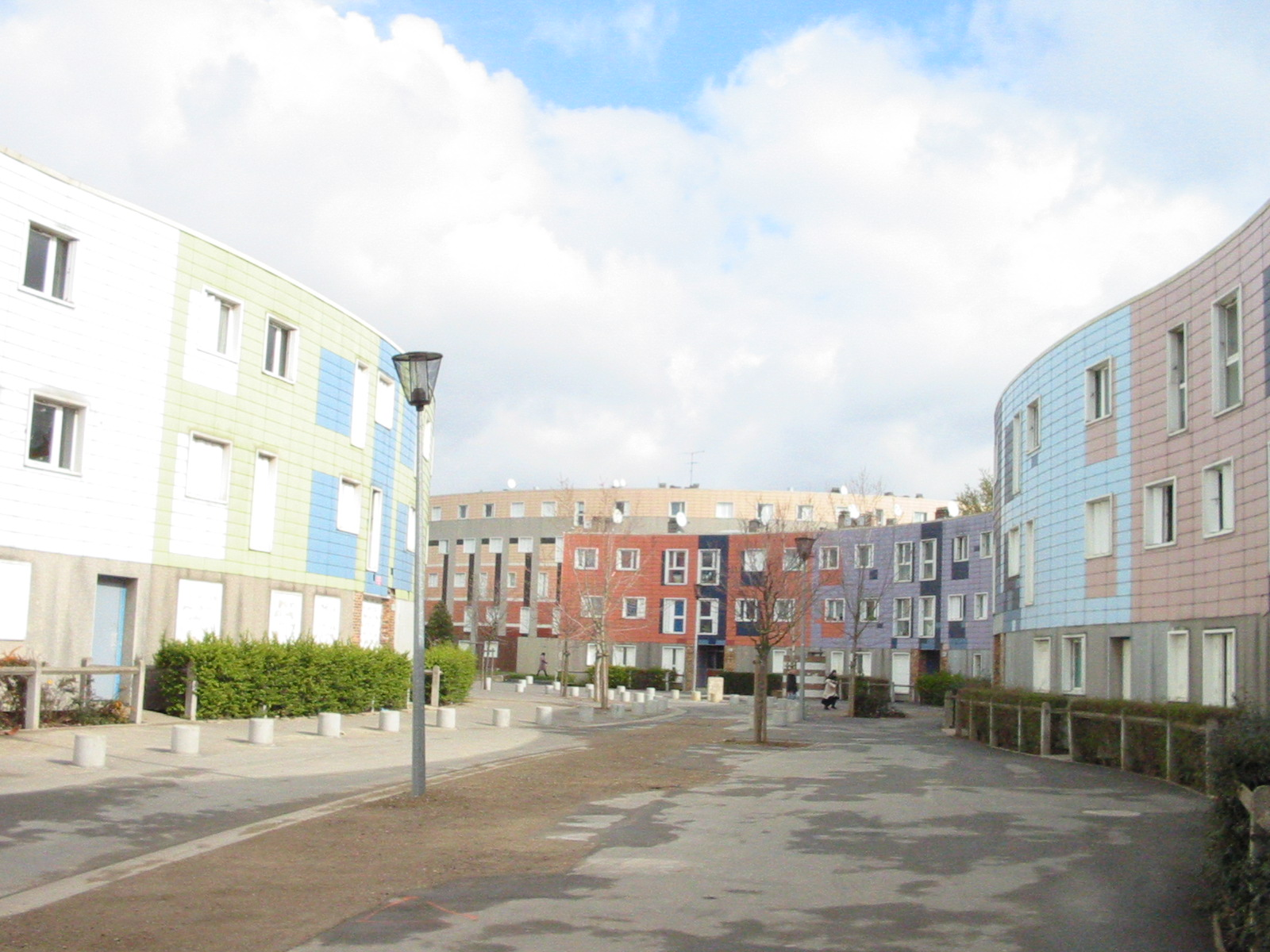
Une rue du quartier de la Grande Borne.

Le quartier de La Grande Borne a été créé à la fin des années soixante pour « reloger les populations précaires de la région parisienne ». Le quartier connaît une insécurité récurrente depuis quelques années. Selon Philippe Rio, maire communiste de Grigny : « force est de constater que l'insécurité s'est enkystée dans le quartier, ... ; il est clair que nous sommes dans une zone de sous-droit : entre février 2014 et décembre 2015, j'ai déposé sept plaintes pour des incendies sur des bâtiments municipaux. Elles ont toutes été classées sans suite ». La situation géographique du quartier le long de l'autoroute A6 en fait un lieu propice au trafic de drogue qui s'y est développé.
La caméra installée au carrefour de la départementale 445 et de la rue allant à La Grande Borne a déjà fait l'objet en septembre d'une attaque à la voiture-bélier. Depuis, elle est « encerclée de trois bornes en fonte, renforcées par trois lourds blocs de béton ».

### Contexte général
L'usage du cocktail Molotov contre les forces de l'ordre se multiplie les mois précédents. Le 19 septembre lors d'une manifestation contre la loi El Khomri, un policier a été blessé par un de ces engins. Le 18 mai, en marge d'une manifestation contre la loi El Khomri, une voiture de police est incendiée par des manifestants ; dans ce cas les policiers (ou les adjoints de sécurité) ont le temps de sortir de la voiture.
Le 19 octobre des policiers sont pris à partie par des émeutiers qui lancent des cocktails Molotov sans faire de blessés. Le 5 novembre 2016, à Dijon, des pompiers et des policiers qui interviennent pour éteindre un feu de voiture sont pris à partie par des individus qui leur lancent des cailloux et un cocktail Molotov.

## Réactions du gouvernement
Le président de la République, François Hollande, s'engage à tout faire « pour retrouver les auteurs et les traduire devant la justice pour qu'ils soient condamnés à une peine à la mesure de la gravité de leur acte. ».
Le Premier ministre, Manuel Valls, en visite dans des commissariats de l'Essonne, déclare le 10 octobre « qu'il n'y avait pas de zone de non-droit. ». Par ailleurs, il a insisté sur l'importance de la vidéosurveillance « Ici, vous êtes à quelques mètres de La Grande Borne, il y avait des policiers placés pour surveiller ce carrefour où il y avait déjà eu plusieurs agressions et où il y a une caméra de surveillance particulièrement importante, c'est pour ça que, moi, je crois en la vidéosurveillance ».
Le ministre de l'Intérieur, Bernard Cazeneuve, estime sur RTL, le 10 octobre 2016, que les policiers ont été « confrontés à une bande de sauvageons qui ont agi avec lâcheté ». Le terme « sauvageons » provoque chez les policiers un vif ressentiment. En effet pour eux les personnes qui ont agressé leurs collègues ne sont pas des « sauvageons » mais des criminels.

## Problèmes soulevés par les policiers à la suite de l'attaque

### Au niveau technique
Les policiers mettent l'accent sur plusieurs points :
- La composition du groupe de policier envoyés au carrefour. Des policiers estiment qu'il n'est « pas normal que ces auxiliaires de police (cas de la personne la plus gravement blessé) se retrouvent en première ligne »[7]
- Le manque de moyens face notamment à l'ultraviolence. Le Syndicat Alliance réclame, par exemple, 300 personnes de plus dans l'Essonne. Ici le problème semble être double. En effet si au niveau national les effectifs ont augmenté, la répartition des policiers semble poser problème, tout comme le fait que les forces de maintien de l'ordre sont de plus en plus sollicitées. Par exemple, les CRS et les Gendarmes mobiles sont très mobilisés par la crise migratoire à Calais et par la lutte contre le terrorisme et ont moins de temps pour les missions plus traditionnelles. Un policier du commissariat d'Athis-Mons déclare au l'AFP : « avant (l'attentat contre) Charlie Hebdo, on avait toujours une demi-compagnie de CRS sur l'Essonne. »[7]
- Problème de qualité du matériel « valable pour le gilet tactique, le porte-menottes, les gants »[8].

### Au niveau du «ressenti»[pasclair]des policiers
Cette agression d'une certaine façon cristallise et avive un certain « ressenti policier »[pas clair] antérieur constitué notamment par un sentiment d'abandon. Un policier déclare : « on a vraiment le sentiment d'être abandonnés, alors que l'Essonne est le département le plus difficile d’Île-de-France après la Seine-Saint-Denis ».

### Au niveau des relations police-justice
Trois points sont à relever :
- Les policiers se plaignent d'un certain laxisme de la justice. Pour le ministre de la Justice Jean-Jacques Urvoas, « incompréhension par rapport aux décisions judiciaires (…) relève en réalité d’un manque d’information : les policiers n’ont aucun moyen de savoir ce que deviennent les personnes qu’ils interpellent. ». Aussi, il propose d'instaurer un système d'information qui permette aux policiers de connaître les suites judiciaires des affaires qu'ils traitent[9].
- Les policiers demandent aussi le rétablissement des peines planchers pour les agressions commises à leur égard[9].
- Le syndicat Alliance, demande quant à lui une nouvelle définition du concept de légitime défense en ce qui concerne les policiers dans l'exercice de leur métier[9].

Le ministre de la Justice s'oppose aux deux derniers points. Le syndicat de la magistrature s'oppose à ce que les statistiques pénales soient transmises aux policiers et reproche à leur ministre de reprendre le « discours simpliste sur le laxisme de la justice. »

## Le mouvement dit des «policiers en colère»
Après l'attaque, le syndicat Alliance a demandé aux policiers de participer à partir du 11 octobre 2016 à une grève du zèle. Dans la nuit de lundi 17 au mardi 18 octobre, la manifestation de policiers à Paris près de l'hôpital Saint-Louis où est toujours hospitalisé l'adjoint de sécurité gravement brûlé et sur les Champs-Élysées. Puis le mardi 18 octobre au soir, la manifestation devant la Direction départementale de la Sécurité publique de l'Essonne à l'occasion de la venue du directeur général de la police nationale.
À la suite de ces mouvements les syndicats (Unsa-Police, Alliance et Synergie) rencontrent les ministres de l'Intérieur et de la justice le mercredi 19 octobre.

## Suite judiciaire de l'affaire

### Enquête
Le 21 octobre, le procureur Éric Lallement annonce l'ouverture d'une information judiciaire pour « tentatives de meurtres sur personnes dépositaires de l’autorité publique commises en bande organisée » et « participation à une association de malfaiteurs en vue de la préparation d’un crime ».
Début décembre, deux adolescents (un de quinze ans et un de dix-sept ans) sont arrêtés pour avoir participé à la confection des cocktails Molotov. Le plus âgé est mis en examen « pour complicité de meurtre sur personne dépositaire de l'autorité publique en bande organisée »
Les mardi 17 et mercredi 18 janvier, la police procède à onze arrestations de jeunes de 16 à 20 ans. Le vendredi 20 janvier sept d'entre eux sont mis en examen pour « tentatives de meurtres sur personnes dépositaires de l’autorité publique commises en bande organisée ». L'enquête a été difficile. Pour progresser, la police a dû avoir recours à des écoutes téléphoniques

### Procès
Le 15 octobre 2019, le procès de 13 accusés dont certains étaient mineurs durant l'attaque débute à huis clos devant la cour d'assises des mineurs de l'Essonne. Le procès est marqué par l'indifférence d'une partie des accusés notamment vis-à-vis des victimes. La plupart des accusés présentent des parcours de vie marqués par la délinquance dans un environnement social très dégradé. De nombreux témoins ne se présentent pas devant la cour d'Assises, peut-être par peur de représailles. L'un des accusés est notamment violemment agressé par trois de ses co‑accusés au cours de l'instruction. Huit des treize accusés sont condamnés à des peines allant de 10 à 20 ans de prison, les cinq autres sont acquittés faute de preuves. Le 10 décembre, le parquet, qui avait requis de 20 à 30 ans de prison, fait appel.

### Procès en appel
Le procès en appel à lieu au début de l'année 2021 à la Cour d'assises des mineurs de Paris. Trois des treize accusés ayant été mineurs au moment des faits. L'audience, à huis clos, s'ouvre le 2 mars et dure six semaines. Le verdict est rendu le 17 avril avec huit acquittements (trois de plus qu'en première instance) et cinq condamnations à des peines allant de six à dix-huit ans de réclusion criminelle. À cet énoncé, une bagarre éclate entre les accusés qui nécessite l'intervention d'une trentaine de policiers et gendarmes. Ce résultat ne satisfait pas toute la partie civile : Thibault de Montbrial, avocat de l'une des victimes, dénonce un « naufrage judiciaire ». « On sait qu’il y avait seize assaillants, on se retrouve avec cinq condamnations », regrette-t-il. Arnaud Simonard, avocat d'un des accusés acquittés, se félicite de « la fin du cauchemar judiciaire » pour son client. Le week-end du jugement, le quartier de La Grande Borne dont sont originaires les accusés est placé sous surveillance policière.
Le recours de deux des personnes condamnées est rejeté en mars 2022.
En 2023, la cour d’appel de Paris condamne l’État à verser 185 000 € à un accusé, Foued, condamné en première instance à dix-huit ans de prison avant d’être déclaré innocent en appel, et ayant dénoncé la falsification par les policiers des procès verbaux le concernant. Il a passé plus de quatre ans en prison. Il conteste ce jugement.

## Information judiciaires concernant les policiers chargés de l’enquête
Des policiers avaient ayant falsifié les déclarations de plusieurs jeunes innocents sont aujourd’hui visés par quatre plaintes et une information judiciaire ouverte en juillet 2021 pour « faux en écriture publique », « violences et escroquerie au jugement », par des personnes dépositaires de l’autorité publique,,. En 2023, l'enquête est au point mort.   
Deux plaintes déposées avant le procès d’appel contestaient les méthodes des enquêteurs et les conditions de la garde à vue en 2017 de deux accusés dont l'un a été est condamné à dix-huit ans de prison en appel. Deux plaintes déposées après le résultat de l'appel, pour « faux en écritures publiques », « violences volontaires »  et « escroquerie au jugement », émanent des avocats d'un accusé finalement innocenté et d'un autre condamné en appel à dix-huit ans de prison, et qui s’est aussi pourvu en cassation. 

## Conséquence législative
L'attaque des policiers à Grigny a inspiré en partie la loi du 28 février 2017 relative à la sécurité publique qui a modifié les règles relatives au refus d'obtempérer. Le 4e alinéa du premier article, relatif aux règles d'usage des armes précise « lorsqu'ils ne peuvent immobiliser, autrement que par l'usage des armes, des véhicules, embarcations ou autres moyens de transport, dont les conducteurs n'obtempèrent pas à l'ordre d'arrêt et dont les occupants sont susceptibles de perpétrer, dans leur fuite, des atteintes à leur vie ou à leur intégrité physique ou à celles d'autrui » peut être vu comme assez flou et encadrer trop peu contraignante les règles de tirs, alors que les tirs mortels justifiés par un refus d'obtempérer se font plus nombreux après la période de rédaction de cette loi,.

## Analyses
Pour le directeur du Centre de recherche sociologique sur le droit et les institutions pénales (Cesdip), Christion Mouhanna, « Dans les années 1990, il y avait des îlotiers à la Grande-Borne, à pied. On les connaissait et ils réglaient des problèmes. Depuis dix ans, les policiers ont l'impression de s'être fait avoir, d'être utilisés comme des pions, avec un manque de respect et de clarté, d'être seuls avec les problèmes du terrain. Les effectifs se renforcent pour les procédures, dans les états-majors, mais pas sur la voie publique. Or, pour qui travaillent les policiers ? ».